# Medicago littoralis
Medicago littoralis é uma espécie de planta com flor pertencente à família Fabaceae. 
A autoridade científica da espécie é Rohde ex Loisel., tendo sido publicada em Not. Pl. Fl. France 118. 1810.

## Portugal
Trata-se de uma espécie presente no território português, nomeadamente em Portugal Continental e no Arquipélago da Madeira.
Em termos de naturalidade é nativa das duas regiões atrás indicadas.

## Protecção
Não se encontra protegida por legislação portuguesa ou da Comunidade Europeia.